# Estadio Municipal Luis Figueroa Riquelme
El Estadio Municipal Luis Figueroa Riquelme de Cabrero es un estadio ubicado en la ciudad de Cabrero, Región del Biobío, Chile. Es usado mayormente para la realización de partidos de fútbol. Cuenta con una capacidad para 3500 espectadores.
Es utilizado por el club Comunal Cabrero, actualmente en la Tercera División B de Chile.
Se encuentra ubicado en la General Cruz 0125 (Ruta O-500 - Camino a Lomas de Angol), con Los Cipreses 99.